# 품질
품질(品質, 영어: quality)은 무언가(재화 또는 서비스)의 비열등성 또는 우월성으로 실용적으로 해석되며, 고객의 기대를 충족시키면서 의도된 목적에 적합한 것(사용 적합성)으로도 정의된다. 품질은 지각적이고 조건적이며 다소 주관적인 속성이며 사람마다 다르게 이해될 수 있다. 소비자는 제품/서비스의 사양 품질 또는 시장에서 경쟁업체와 비교되는 방식에 초점을 맞출 수 있다. 생산자는 적합성 품질 또는 제품/서비스가 얼마나 정확하게 생산되었는지를 측정할 수 있다. 지원 인력은 제품이 신뢰할 수 있는지, 유지보수 가능한지 또는 지속 가능한지에 따라 품질을 측정할 수 있다. 이러한 방식으로 품질의 주관성은 조작적 정의를 통해 객관적으로 변환되며, 대리 변수와 같은 측정 기준으로 측정된다.
일반적으로 사업에서의 품질은 "고객의 사양에 부합하는 제품 또는 서비스를 올바른 수량으로 제때에 처음부터 생산하는 것"으로 구성된다. 제품 또는 서비스는 사양보다 낮거나 높아서는 안 된다(저품질 또는 과품질). 과품질은 불필요한 추가 생산 비용으로 이어진다.

## 설명
사업 맥락에서 품질에는 여러 측면이 있지만, 가장 중요한 것은 사업이 물리적 재화든 특정 서비스든 무언가를 생산한다는 생각이다. 이러한 재화 및 서비스와 생산 방식은 품질이라는 포괄적인 개념 아래에 속하는 다양한 유형의 공정, 절차, 장비, 인력 및 투자를 포함한다. 품질의 핵심 측면과 그것이 사업 전반에 걸쳐 확산되는 방식은 품질 관리 개념에 뿌리를 두고 있다.
1. 품질 플래닝은 "고객의 기대를 충족시키거나 초과하는 데 필요한 제품, 시스템 및 프로세스를 개발하는 수단"으로 구현된다.[1] 여기에는 고객이 누구인지 정의하고, 그들의 요구 사항을 파악하며, 이러한 요구 사항을 충족하는 데 필요한 도구(시스템, 프로세스 등)를 개발하는 것이 포함된다.
2. 품질 보증은 제품 및 서비스에 대한 사업 요구 사항 및 목표(품질 플래닝에 명시된 대로)가 충족될 것이라는 충분한 신뢰를 제공하는 수단으로 구현된다. 이러한 오류 방지는 체계적인 측정, 표준과의 비교, 프로세스 모니터링을 통해 이루어진다.
3. 품질 관리(QC)는 생산에 관련된 모든 요소를 검토하고 품질 요구 사항을 충족하는 수단으로 구현된다. 사업은 생산된 재화 또는 서비스가 조직 목표를 충족하는지 확인하며, 종종 운영 감사 및 점검과 같은 도구를 사용한다. QC는 프로세스 결과물에 중점을 둔다.
4. 품질 개선은 효율성, 효과성 및 유연성의 관점에서 프로세스 등을 평가하고 개선하는 메커니즘을 제공하는 수단으로 구현된다. 이는 눈에 띄게 중요한 변화를 통해 또는 지속적 개선을 통해 점진적으로 이루어질 수 있다.

품질 관리와 그 원칙들은 비교적 최근의 현상임에도 불구하고, 사업에서의 품질 개념은 새로운 것이 아니다. 1900년대 초, 프레데릭 윈슬로 테일러와 헨리 포드와 같은 선구자들은 당시 대량 생산에 사용되던 방법의 한계와 그에 따른 산출물의 다양한 품질을 인식하고, 그들의 작업에 품질 관리, 검사 및 표준화 절차를 구현했다. 20세기 후반에는 윌리엄 에드워즈 데밍과 조지프 M. 주란 같은 인물들이 품질을 새로운 차원으로 끌어올리는 데 도움을 주었는데, 처음에는 일본에서, 나중에는 (70년대 후반과 80년대 초반에) 전 세계적으로 확산되었다.
고객들은 품질이 제품 및 서비스의 중요한 속성임을 인식하며, 공급업체는 품질이 자사의 제품과 경쟁업체의 제품(품질 격차) 간의 중요한 차별화 요소가 될 수 있음을 인식한다. 지난 20년 동안 경쟁 제품 및 서비스 간의 이러한 품질 격차는 점차 감소하고 있다. 이는 부분적으로 제조업의 중국 및 인도와 같은 국가로의 아웃소싱(계약)과 무역 및 경쟁의 국제화 때문이다. 이들 국가들은 국제 표준 및 고객 요구 사항을 충족하기 위해 자체적인 품질 표준을 높였다. ISO 9000 표준 시리즈는 품질 관리를 위한 가장 잘 알려진 국제 표준이지만, ISO 15189(의료 실험실용) 및 ISO 14001(환경 관리용)과 같은 전문 표준도 존재한다.
품질의 사업적 의미는 시간이 지남에 따라 발전해 왔다. 아래에 다양한 해석이 나와 있다.
1. 미국 품질 협회: "각자 자신만의 정의를 가지고 있는 양적 및 질적 관점의 조합; 예를 들어, '약속된 서비스 또는 제품의 요구 사항 및 기대를 충족하는 것'과 '확인된 성공에 기여하고 책임을 이행하는 최적의 솔루션을 추구하는 것'이 있다. 기술적 사용에서 품질은 두 가지 의미를 가질 수 있다.
a. 명시되거나 묵시적인 요구 사항을 충족하는 능력과 관련된 제품 또는 서비스의 특성;
b. 결함이 없는 제품 또는 서비스."[10]
2. 수비르 초우더리: "품질은 사람의 힘과 프로세스 힘을 결합한 것이다."[11]
3. 필립 B. 크로스비: "요구 사항에 대한 적합성."[10][12] 요구 사항이 고객의 기대를 완전히 나타내지 못할 수 있으며, 크로스비는 이를 별개의 문제로 취급한다.
4. W. 에드워즈 데밍: "시장이 기대하는 품질의 효율적인 생산"에 집중하고,[13] 품질과 관리를 연결했다: "설계, 공학, 테스트의 더 나은 관리와 프로세스 개선을 통해 품질이 향상됨에 따라 비용은 감소하고 생산성은 증가한다."[14]
5. 피터 드러커: "제품 또는 서비스의 품질은 공급자가 투입하는 것이 아니다. 그것은 고객이 얻는 것이며, 기꺼이 지불할 가치가 있는 것이다."[15]
6. ISO 9000: "고유 특성 집합이 요구 사항을 충족하는 정도."[16] 표준은 요구 사항을 필요 또는 기대로 정의한다.
7. 조지프 M. 주란: "사용 적합성."[10] 적합성은 고객에 의해 정의된다.
8. 가노 노리아키 외: "필수 품질"과 "매력 품질"이라는 두 가지 차원의 품질 모델을 제시한다.[17] 전자는 "사용 적합성"에 가깝고 후자는 고객이 좋아하지만 아직 생각하지 못한 것이다. 지지자들은 이 모델을 더 간결하게 다음과 같이 특징짓는다: "고객의 기대를 충족시키거나 초과하는 제품 및 서비스."
9. 로버트 피어시그: "돌봄의 결과."[18]
10. 6 시그마: "백만 기회당 결함 수."[19]
11. 다구치 겐이치, 두 가지 정의:
a. "목표 값 주위의 균일성."[20] 결과의 표준 편차를 낮추고, 결과의 범위를 특정 수의 표준 편차 내로 유지하며, 드문 예외를 허용하는 것이 목표이다.
b. "제품이 출하된 후 사회에 부과하는 손실."[21] 이 품질 정의는 생산 시스템에 대한 더 포괄적인 관점을 기반으로 한다.
12. 제럴드 M. 와인버그: "어떤 사람에게의 가치".[22]

## 시장 부문 관점

### 생산 관리
전통적으로 품질은 생산 관리 정책에 따라 결정되는 다섯 가지 운영/프로젝트 성과 목표 중 하나로 작용한다. 생산 관리는 정의상 고객의 요구와 기대를 충족시키는 재화 또는 서비스를 만들고 전달하는 가장 효과적이고 효율적인 방법에 중점을 둔다. 따라서 품질과의 연관성이 분명하다. 기업이 운영 성과를 측정하는 데 사용하는 다섯 가지 성과 목표는 다음과 같다.
- 품질: 제품 또는 서비스가 사양에 얼마나 잘 부합하는지 측정한다.
- 속도(응답 시간): 고객 요청과 고객이 제품 또는 서비스를 받는 시간 사이의 지연을 측정한다.
- 신뢰성: 제품 또는 서비스가 고객 기대를 충족시키기 위해 얼마나 일관되게 제공될 수 있는지 측정한다.
- 유연성: 기업이 다양한 시장 변화에 얼마나 빨리 적응할 수 있는지 측정한다.
- 비용: 완성된 재화 또는 서비스를 계획, 제공 및 개선하는 데 필요한 자원(및 확장하여 재정)을 측정한다.

모래시계 모델이라고 불리는 이전 모델을 기반으로, 이러한 목표들은 품질을 기반으로 서로를 지지한다. 확장하여, 품질은 신뢰성을 높이고, 비용을 절감하며, 고객 만족도를 증가시킨다.

### 제조업
1920년대 초반에는 제조업체들 사이에서 "최대 생산" 철학에서 "공장에서 특정 표준에 대한 품질의 긍정적이고 지속적인 통제"에 더 밀접하게 부합하는 철학으로 느리지만 점진적인 변화가 일어났다. 이후 20세기 후반에 데밍과 주란이 추가로 개척한 그 표준화는 오늘날 제조업 기업이 운영되는 방식에 깊이 통합되었다. 1987년 ISO 9001, 9002, 9003 표준의 도입은 이전의 영국 및 미국 군사 표준의 작업을 기반으로 "다양한 사업 활동을 위한 품질 관리 시스템(QMS)을 구축하기 위한 요구 사항을 조직에 제공"하고자 했다. 또한, 우수 의약품 제조 및 품질관리 기준(GMP) 표준은 전 세계적으로 더 보편화되어, 식품 및 음료, 화장품, 의약품, 건강기능식품, 그리고 의료 기기를 포함한 산업의 제조업체가 제품의 일관된 고품질을 보장하기 위해 충족해야 할 최소 요구 사항을 제시했다. 6 시그마 및 린 6 시그마와 같은 프로세스 개선 철학은 품질을 사업 관리 및 운영의 최전선으로 더욱 밀어붙였다. 이러한 노력들의 핵심에는 종종 QMS가 있으며, 이는 조직의 전략적 목표와 일치하는 품질 개선을 위해 조직 전반에 걸쳐 모델, 방법 및 도구 세트를 계획, 개발, 배포, 평가 및 개선하는 데 사용되는 프로세스, 관리 모델, 사업 전략, 인적 자본 및 정보 기술의 문서화된 모음이다.

### 서비스 부문
품질 개념을 서비스 산업 기능에 통합하려는 움직임은 제조업과는 약간 다른 경로를 따른다. 제조업체가 "유형적이고, 눈에 보이며, 지속적인 문제"에 중점을 두는 반면, 서비스 제공자의 결과물의 많은(전부는 아니지만) 품질 측면은 무형적이고 일시적이다. 다른 장애물로는 의사소통 및 시장 조사 부족으로 인한 경영진의 인식이 고객 기대와 일치하지 않거나, 인력에 대한 기술 기반 지식의 부적절하거나 부족한 전달 등이 있다. 제조업과 마찬가지로 서비스 산업에서도 고객의 기대가 중요하지만, 서비스가 고객과 상호 작용하는 정도는 인지된 서비스 품질을 확실히 형성한다. 신뢰성, 반응성, 이해심, 능력, 청결함(유형적으로 설명하기 어려운 요소)과 같은 인식이 서비스 품질을 좌우할 수 있으며, 이는 제조업 품질 측정에 영향을 미치는 요소들과는 다소 대조적이다.

### 일본 문화 속의 품질
일본 문화에는 두 가지 유형의 품질이 있다: 아타리마에 힌시쓰(atarimae hinshitsu)와 미료쿠테키 힌시쓰(miryokuteki hinshitsu).
- 아타리마에 힌시쓰 – 사물이 의도한 대로 작동해야 한다는 개념(예: 펜이 글씨를 쓰는 것). 이는 실제 기능적 요구 사항이다. 예를 들어, 집의 벽이나 바닥은 집이라는 제품에서 기능적 부분을 가지고 있으며, 기능이 충족될 때 "아타리마에" 품질 요구 사항이 충족된다.
- 미료쿠테키 힌시쓰 (魅力的品質) – 사물이 "아타리마에 힌시쓰"와는 다른 미적 품질을 가져야 한다는 개념(예: 펜이 쓰는 사람에게 즐거움을 주는 방식으로 글씨를 쓰고, 읽는 사람에게 즐거움을 주는 잉크를 남기는 것). 바닥과 벽의 예는 색상, 질감, 광택, 광택제 등을 포함하도록 확장될 수 있으며, 이는 "미료쿠테키" 측면이다. 이러한 측면은 품질의 매우 중요한 부분을 구성하며 제품에 가치를 더한다.

재화 또는 서비스의 설계에서 아타리마에 힌시쓰와 미료쿠테키 힌시쓰는 함께 제품이 고객의 기대를 충족시키고 동시에 매력적이어야 함을 보장한다.

## 품질 관리 기법
- 품질 관리 시스템
- 전사적 품질 경영 (TQM)
- 실험계획법
  - 부분 요인 설계
  - 최적 설계
  - 반응 표면 방법론
- 지속적 개선
- 6 시그마
- 통계적 공정 관리 (SPC)
- 품질 분임조
- 요구사항 분석
- 검사와 타당성 검증
- ZD 운동
- 서비스 품질
- SERVQUAL
- 제약 조건 이론 (TOC)
- 비즈니스 성과 관리 (BPM)
- 업무 재설계
- 능력 성숙도 모델
- 품질 기능 전개 (QFD)

## 품질 상
| - 데밍상 - EFQM 엑셀런스 어워드 - 맬컴 볼드리지 국가 품질상 |

## 같이 보기
- 국제 표준화 기구(ISO)
- 공업통계학(영어판)
  - 품질관리
- 응용통계학(Applied Statistics)
- 개념적 모형
- 구조방정식 모델링(SEM)
- 빅 데이터
- 소프트웨어 품질